# Villa Margherita (Castagneto Carducci)
Villa Margherita è una villa che si trova in località Marina di Castagneto a Castagneto Carducci.

## Storia e descrizione
La villa venne edificata nel 1913 dai conti Della Gherardesca.
La proprietà comprende una cappella privata. Nell'ottica di un'emulazione stilistica dei più aulici prototipi quattrocenteschi, la chiesa presenta una pianta a croce greca, la cupola che si alza su un alto tamburo e una finta robbiana che sormonta il portale d'ingresso.